# Argos Anfiloquia
Argos Anfiloquia fue una ciudad griega de la región de Anfiloquía, en la parte oriental del golfo de Ambracia, a orillas del río Ínaco. Su distrito se llamaba Argeia.
La leyenda dice que fue una colonia de Argos de la Argólida y que había sido fundada por Anfíloco, hijo de Anfiarao. Otras leyendas dicen que fue fundada por Alcmeón pero le dio el nombre de Anfíloco, que según algunas fuentes era su hermano y según otras era su hijo.
Al comienzo de la guerra del Peloponeso los argivos anfiloquios eran vistos como un pueblo bárbaro y sólo una parte estaba helenizado. Se establecieron allí algunos colonos de Ambracia que fueron admitidos en la ciudad, pero los ambraciotas expulsaron a los habitantes originales y dominaron la ciudad y su territorio; entonces los expulsados se pusieron bajo la protección de los acarnianos y ambos pueblos pidieron ayuda a Atenas que envió una fuerza militar dirigida por Formión, que ocupó Argos y vendió a los ambraciotas como esclavos, y devolvió la ciudad a los anfiloquios hacia el 432 a. C.
En el 430 a. C., los ambraciotas volvieron a atacar la ciudad, pero fueron rechazados después de asolar el territorio. En 426 a. C. volvieron a atacar la ciudad; habían recibido la promesa de ayuda del jefe espartano Euríloco, que estaba en Etolia, y marcharon con 3.000 soldados contra Argos, ocuparon Olpas, un monte cerca del golfo de Ambracia y a unos 5 km de la ciudad. Los acarnanios marcharon también en ayuda de Argos y tomaron posiciones en Crenas, cerca de Argos; Euríloco pasó a Acarnania y se reunió con los ambraciotas en Olpas y estableció su posición en la vecina Metrópolis; Demóstenes de Atenas, llamado por los acarnanios, llegó al golfo de Ambracia con 20 naves y acampó cerca de Olpas, quedando los dos ejércitos separados solo por un barranco. Demóstenes escondió a una parte de sus soldados en la zona boscosa y al librarse la batalla los escondidos atacaron por sorpresa y los atenienses obtuvieron la victoria y Euríloco murió.
Pero, mientras tanto, los ambraciotas habían enviado una fuerza que entró en Anfiloquía justo el mismo día que se libraba la batalla de Olpas. Demóstenes, después de su victoria, marchó contra los ambraciotas y la batalla se libró en el paso de la pequeña Idomene (la gran Diomene era la parte sur del paso y la pequeña la parte norte), donde los ambraciotas se habían concentrado, cuando Demóstenes atacó de noche mientras el enemigo dormía y obtuvo una nueva victoria. Ambracia quedó sin posibilidad de respuesta por falta de soldados, pero Demóstenes no la atacó, y Acarnania no quiso ocupar el territorio por miedo a que los atenienses fueran aún peores vecinos. Acarnania y Anfiloquía firmaron la paz con Ambracia.
La ciudad permaneció independiente y hacia el 320 a. C. cayó en manos de los etolios junto con toda Ambracia. El tratado por el cual Etolia se rendía a Roma en el 189 a. C. fue firmado en Argos entre los representantes etolios y el general Marco Fulvio Nobilior.
En el 30 a. C., los habitantes fueron trasladados a la ciudad de Nicópolis, fundada por Augusto después de su victoria en Actium, y la ciudad quedó deshabitada. 
Se piensa que puede corresponder a las ruinas de una antigua ciudad que se hallan en la actual Neokhori.